# Pièces de monnaie en couronne tchèque
Les pièces de monnaie tchèques sont une des représentations physiques, avec les billets de banque, de la monnaie de la République tchèque.

## Unité monétaire tchèque
La couronne tchèque (CZK) est la devise  de la République tchèque depuis 1993.
La couronne tchèque est divisée en 100 haléřů.

## Pièces de monnaie de Tchéquie
La Banque nationale tchèque est la banque centrale tchèque responsable de l'émission des billets de banque et des pièces de monnaie.

## Centimes en République tchèque
Depuis juin 2011 les centimes n'ont plus cours, et les prix sont réajustés au chiffre au-dessus.

### Pièces de la République tchèque (depuis 1993)

#### La série de 1993
La république fédérale tchèque et slovaque disparaît le 1er janvier 1993 de commun accord à la suite de la partition de velours pour laisser place à la république tchèque et à la république slovaque.
La série de pièces de monnaie frappées à partir de 1993 est dans la continuité, mêmes valeurs, mêmes dimensions que celle de la république fédérale tchèque et slovaque. Seuls les symboles de l'État sont modifiés :
- La mention ČESKÁ REPUBLIKA [3] remplace la mention CSFR [4]
- Le petit écu de la République tchèque remplace les armes de la république fédérale tchèque et slovaque

| \| 10 Haléřů \|                                                                                      | \| 10 Haléřů \|                                                                                      | \| 10 Haléřů \|                 | \| 10 Haléřů \|                 | \| 10 Haléřů \| |
| --- | --- | ------------------------------- | ------------------------------- | --------------- |
| Emblème sur la pièce                                                                                 | |                                 |                                 |                 |
| Avers : Le petit écu de la République tchèque entouré de la mention ČESKÁ REPUBLIKA et du millésime. | Avers : Le petit écu de la République tchèque entouré de la mention ČESKÁ REPUBLIKA et du millésime. | Revers : La valeur faciale 10 h | Revers : La valeur faciale 10 h |                 |
| Masse 0,60 g                                                                                         | Alliage Al 99 % et Mg 1 %                                                                            | Diamètre 15,50 mm               | Épaisseur                       |                 |
| Artiste(s) Jiří Prádler                                                                              | Artiste(s) Jiří Prádler                                                                              | Tranche                         | Tranche                         |                 |
| Millésimes 1993 à 2003                                                                               | |                                 |                                 |                 |
| 10 Haléřů                                                                                            | |                                 |                                 |                 |

| \| 20 Haléřů \|                                                                                      | \| 20 Haléřů \|                                                                                      | \| 20 Haléřů \|                 | \| 20 Haléřů \|                 | \| 20 Haléřů \| |
| --- | --- | ------------------------------- | ------------------------------- | --------------- |
| Emblème sur la pièce                                                                                 | |                                 |                                 |                 |
| Avers : Le petit écu de la République tchèque entouré de la mention ČESKÁ REPUBLIKA et du millésime. | Avers : Le petit écu de la République tchèque entouré de la mention ČESKÁ REPUBLIKA et du millésime. | Revers : La valeur faciale 20 h | Revers : La valeur faciale 20 h |                 |
| Masse 0,74 g                                                                                         | Alliage Al 99 % et Mg 1 %                                                                            | Diamètre 17 mm                  | Épaisseur                       |                 |
| Artiste(s) Jaroslav Bejvl                                                                            | Artiste(s) Jaroslav Bejvl                                                                            | Tranche                         | Tranche                         |                 |
| Millésimes 1993 à 2003                                                                               | |                                 |                                 |                 |
| 20 Haléřů                                                                                            | |                                 |                                 |                 |

| \| 50 Haléřů \|                                                                                      | \| 50 Haléřů \|                                                                                      | \| 50 Haléřů \|                 | \| 50 Haléřů \|                 | \| 50 Haléřů \| |
| --- | --- | ------------------------------- | ------------------------------- | --------------- |
| Avers et revers                                                                                      | |                                 |                                 |                 |
| Avers : Le petit écu de la République tchèque entouré de la mention ČESKÁ REPUBLIKA et du millésime. | Avers : Le petit écu de la République tchèque entouré de la mention ČESKÁ REPUBLIKA et du millésime. | Revers : La valeur faciale 50 h | Revers : La valeur faciale 50 h |                 |
| Masse 0,90 g                                                                                         | Alliage Al 99 % et Mg 1 %                                                                            | Diamètre 19 mm                  | Épaisseur                       |                 |
| Artiste(s) Vladimír Oppl                                                                             | Artiste(s) Vladimír Oppl                                                                             | Tranche                         | Tranche                         |                 |
| Millésimes 1993 à 2008                                                                               | |                                 |                                 |                 |
| 50 Haléřů                                                                                            | |                                 |                                 |                 |

| \| 1 Koruna \| | \| 1 Koruna \|                                                                                       | \| 1 Koruna \|                                          | \| 1 Koruna \|                                          | \| 1 Koruna \| |
| --- | --- | ------------------------------------------------------- | ------------------------------------------------------- | -------------- |
| Avers et revers | |                                                         |                                                         |                |
| Avers : Le petit écu de la République tchèque entouré de la mention ČESKÁ REPUBLIKA et du millésime.                                                      | Avers : Le petit écu de la République tchèque entouré de la mention ČESKÁ REPUBLIKA et du millésime. | Revers : 1 Kč et la couronne de Venceslas Ier de Bohême | Revers : 1 Kč et la couronne de Venceslas Ier de Bohême |                |
| Masse 3,60 g | Alliage Fer et nickel                                                                                | Diamètre 20 mm                                          | Épaisseur 1,85 mm                                       |                |
| Artiste(s) Jarmila Truhlíková-Spěváková | Artiste(s) Jarmila Truhlíková-Spěváková                                                              | Tranche                                                 | Tranche                                                 |                |
| Millésimes depuis 1993 | |                                                         |                                                         |                |
| | |                                                         |                                                         |                |
| Remarques – En circulation depuis le 9 juin 1993. Elles ont été fabriquées en 1993 par la Monnaie royale canadienne et depuis 1994 par la Česká mincovna. | |                                                         |                                                         |                |
| 1 Koruna | |                                                         |                                                         |                |

| \| 2 Korun \| | \| 2 Korun \|                                                                                        | \| 2 Korun \|                                  | \| 2 Korun \|                                  | \| 2 Korun \| |
| --- | --- | ---------------------------------------------- | ---------------------------------------------- | ------------- |
| Avers et revers | |                                                |                                                |               |
| Avers : Le petit écu de la République tchèque entouré de la mention ČESKÁ REPUBLIKA et du millésime.                                                      | Avers : Le petit écu de la République tchèque entouré de la mention ČESKÁ REPUBLIKA et du millésime. | Revers : 2 Kč et le joyau de la Grande Moravie | Revers : 2 Kč et le joyau de la Grande Moravie |               |
| Masse 3,7 g | Alliage Fer et nickel                                                                                | Diamètre 21,5 mm                               | Épaisseur 1,85 mm                              |               |
| Artiste(s) Jarmila Truhlíková-Spěváková | Artiste(s) Jarmila Truhlíková-Spěváková                                                              | Tranche                                        | Tranche                                        |               |
| Millésimes depuis 1993 | |                                                |                                                |               |
| | |                                                |                                                |               |
| Remarques – En circulation depuis le 9 juin 1993. Elles ont été fabriquées en 1993 par la Monnaie royale canadienne et depuis 1994 par la Česká mincovna. | |                                                |                                                |               |
| 2 Korun | |                                                |                                                |               |

| \| 5 Korun \| | \| 5 Korun \|                                                                                        | \| 5 Korun \|                                     | \| 5 Korun \|                                     | \| 5 Korun \| |
| --- | --- | ------------------------------------------------- | ------------------------------------------------- | ------------- |
| Avers et revers | |                                                   |                                                   |               |
| Avers : Le petit écu de la République tchèque entouré de la mention ČESKÁ REPUBLIKA et du millésime.                                                      | Avers : Le petit écu de la République tchèque entouré de la mention ČESKÁ REPUBLIKA et du millésime. | Revers : 5 Kč et le pont de Charles sur la Vltava | Revers : 5 Kč et le pont de Charles sur la Vltava |               |
| Masse 4,8 g | Alliage Fer et nickel                                                                                | Diamètre 23 mm                                    | Épaisseur 1,85 mm                                 |               |
| Artiste(s) Jiří Harcuba | Artiste(s) Jiří Harcuba                                                                              | Tranche                                           | Tranche                                           |               |
| Millésimes depuis 1993 | |                                                   |                                                   |               |
| | |                                                   |                                                   |               |
| Remarques – En circulation depuis le 9 juin 1993. Elles ont été fabriquées en 1993 par la Monnaie royale canadienne et depuis 1994 par la Česká mincovna. | |                                                   |                                                   |               |
| 5 Korun | |                                                   |                                                   |               |

| \| 10 Korun \| | \| 10 Korun \|                                                                                       | \| 10 Korun \|                                      | \| 10 Korun \|                                      | \| 10 Korun \| |
| --- | --- | --------------------------------------------------- | --------------------------------------------------- | -------------- |
| Avers et revers | |                                                     |                                                     |                |
| Avers : Le petit écu de la République tchèque entouré de la mention ČESKÁ REPUBLIKA et du millésime.                                                                     | Avers : Le petit écu de la République tchèque entouré de la mention ČESKÁ REPUBLIKA et du millésime. | Revers : 10 Kč et la cathédrale Saint-Pierre à Brno | Revers : 10 Kč et la cathédrale Saint-Pierre à Brno |                |
| Masse 7,62 g | Alliage Fer et cuivre                                                                                | Diamètre 24,5 mm                                    | Épaisseur 2,55 mm                                   |                |
| Artiste(s) Ladislav Kozák | Artiste(s) Ladislav Kozák                                                                            | Tranche                                             | Tranche                                             |                |
| Millésimes depuis 1993 | |                                                     |                                                     |                |
| | |                                                     |                                                     |                |
| Remarques – En circulation depuis le 12 mai 1993. Elles ont été fabriquées en 1993 par l'atelier monétaire de Hambourg (Allemagne) et depuis 1994 par la Česká mincovna. | |                                                     |                                                     |                |
| 10 Korun | |                                                     |                                                     |                |

| \| 20 Korun \| | \| 20 Korun \|                                                                                       | \| 20 Korun \|                                                     | \| 20 Korun \|                                                     | \| 20 Korun \| |
| --- | --- | ------------------------------------------------------------------ | ------------------------------------------------------------------ | -------------- |
| Avers et revers | |                                                                    |                                                                    |                |
| Avers : Le petit écu de la République tchèque entouré de la mention ČESKÁ REPUBLIKA et du millésime. | Avers : Le petit écu de la République tchèque entouré de la mention ČESKÁ REPUBLIKA et du millésime. | Revers : 20 Kč et le monument de Venceslas Ier de Bohême de Prague | Revers : 20 Kč et le monument de Venceslas Ier de Bohême de Prague |                |
| Masse 8,43 g | Alliage Fer, zinc, cuivre                                                                            | Diamètre 26 mm                                                     | Épaisseur 2,55 mm                                                  |                |
| Artiste(s) Vladimír Oppl | Artiste(s) Vladimír Oppl                                                                             | Tranche                                                            | Tranche                                                            |                |
| Millésimes depuis 1993 | |                                                                    |                                                                    |                |
| | |                                                                    |                                                                    |                |
| Remarques – En circulation depuis le 12 mai 1993. Elles ont été fabriquées en 1993 et 1994 par l'atelier monétaire de Hambourg (Allemagne) et depuis 1995 par la Česká mincovna. Elles forment un polygone de 13 côtés. | |                                                                    |                                                                    |                |
| 20 Korun | |                                                                    |                                                                    |                |

| \| 50 Korun \| | \| 50 Korun \| | \| 50 Korun \| | \| 50 Korun \| | \| 50 Korun \| |
| --- | --- | --- | --- | -------------- |
| Avers et revers | | | |                |
| Avers : Le petit écu de la République tchèque entouré de la mention ČESKÁ REPUBLIKA, du millésime et de la valeur faciale 50 Kč,                                                  | Avers : Le petit écu de la République tchèque entouré de la mention ČESKÁ REPUBLIKA, du millésime et de la valeur faciale 50 Kč,         | Revers : Une vue du pont Charles, l'église Saint-Nicolas et du château de Prague entourée de la mention PRAGA MATER URBIUM , | Revers : Une vue du pont Charles, l'église Saint-Nicolas et du château de Prague entourée de la mention PRAGA MATER URBIUM , |                |
| Masse 9,7 g | Alliage Bicolore : fer plaqué laiton (un alliage de 75 % de cuivre + 25 % de Zinc au centre) et fer plaqué avec 100 % de cuivre (cercle) | Diamètre 27,5 mm | Épaisseur 2,55 mm |                |
| Artiste(s) Ladislav Kozák | Artiste(s) Ladislav Kozák | Tranche | Tranche |                |
| Millésimes depuis 1993 | | | |                |
| | | | |                |
| Remarques – En circulation depuis le 7 avril 1993. Elles ont été fabriquées en 1993 et 1994 par l'atelier monétaire de Hambourg (Allemagne) et depuis 1995 par la Česká mincovna. | | | |                |
| 50 Korun | | | |                |

### Pièces commémoratives
| \| 10 Korun An 2000 \| | \| 10 Korun An 2000 \|                                                                               | \| 10 Korun An 2000 \|                                                                                          | \| 10 Korun An 2000 \|                                                                                          | \| 10 Korun An 2000 \| |
| --- | --- | --- | --- | ---------------------- |
| Avers et revers | | | |                        |
| Avers : Le petit écu de la République tchèque entouré de la mention ČESKÁ REPUBLIKA et du millésime.                                     | Avers : Le petit écu de la République tchèque entouré de la mention ČESKÁ REPUBLIKA et du millésime. | Revers : 10 Kč avec en arrière-plan les rouages d'une horloge et le texte ROK 2000 en tchèque, latin et braille | Revers : 10 Kč avec en arrière-plan les rouages d'une horloge et le texte ROK 2000 en tchèque, latin et braille |                        |
| Masse 7,62 g | Alliage Fer et cuivre                                                                                | Diamètre 24,5 mm                                                                                                | Épaisseur 2,55 mm                                                                                               |                        |
| Artiste(s) Ladislav Kozák | Artiste(s) Ladislav Kozák                                                                            | Tranche | Tranche |                        |
| Millésimes depuis 1993 | | | |                        |
| | | | |                        |
| Remarques – En circulation depuis le 12 janvier 2000. Elles ont été fabriquées par la Česká mincovna à l'occasion du nouveau millénaire. | | | |                        |
| 10 Korun An 2000 | | | |                        |

| \| 20 Korun An 2000 \| | \| 20 Korun An 2000 \|                                                                               | \| 20 Korun An 2000 \|                                                                       | \| 20 Korun An 2000 \|                                                                       | \| 20 Korun An 2000 \| |
| --- | --- | -------------------------------------------------------------------------------------------- | -------------------------------------------------------------------------------------------- | ---------------------- |
| Avers et revers | |                                                                                              |                                                                                              |                        |
| Avers : Le petit écu de la République tchèque entouré de la mention ČESKÁ REPUBLIKA et du millésime.                                     | Avers : Le petit écu de la République tchèque entouré de la mention ČESKÁ REPUBLIKA et du millésime. | Revers : 20 Kč avec en arrière-plan un astrolabe et le texte ROK 2000 répété sur le pourtour | Revers : 20 Kč avec en arrière-plan un astrolabe et le texte ROK 2000 répété sur le pourtour |                        |
| Masse 8,43 g | Alliage Fer, zinc, cuivre                                                                            | Diamètre 26 mm                                                                               | Épaisseur 2,55 mm                                                                            |                        |
| Artiste(s) Vladimír Oppl | Artiste(s) Vladimír Oppl                                                                             | Tranche                                                                                      | Tranche                                                                                      |                        |
| Millésimes 2000 | |                                                                                              |                                                                                              |                        |
| | |                                                                                              |                                                                                              |                        |
| Remarques – En circulation depuis le 12 janvier 2000. Elles ont été fabriquées par la Česká mincovna à l'occasion du nouveau millénaire. | |                                                                                              |                                                                                              |                        |
| 20 Korun An 2000 | |                                                                                              |                                                                                              |                        |

### Pièces de collection
De nombreuses pièces de collection sont frappées chaque année. Elles sont visibles sur le site de la Banque nationale tchèque :
- Liste des pièces de 200 koruna en argent depuis 1993.
- Liste des pièces en or frappées depuis 1993